# Bust a Nut
| Recensione           | Giudizio |
| -------------------- | -------- |
| AllMusic             |          |
| Entertainment Weekly | B        |

Bust a Nut è il quarto album in studio del gruppo musicale statunitense Tesla, pubblicato il 23 agosto 1994 dalla Geffen Records.
Si tratta dell'ultimo lavoro in studio del gruppo prima del momentaneo scioglimento avvenuto l'anno dopo.
Nel novembre 2011 è stato inserito dalla rivista Guitar World tra i dieci album con le migliori chitarre del 1994.

## Tracce
1. The Gate / Invited – 5:36 (Jeff Keith, Frank Hannon, Brian Wheat, Tommy Skeoch)
2. Solution – 3:55 (Keith, Skeoch)
3. Shine Away – 6:42 (Keith, Hannon, Wheat, Skeoch)
4. Try So Hard – 5:43 (Keith, Wheat)
5. She Want She Want – 5:13 (Keith, Hannon)
6. Need Your Lovin' – 4:18 (Keith, Skeoch, Troy Luccketta)
7. Action Talks – 3:48 (Keith, Skeoch)
8. Mama's Fool – 6:11 (Keith, Hannon)
9. Cry – 4:58 (Keith, Hannon, Wheat)
10. Earthmover – 4:05 (Keith, Hannon)
11. Alot to Lose – 5:11 (Keith, Hannon, Wheat)
12. Rubberband – 4:35 (Keith, Hannon, Wheat)
13. Wonderful World – 3:48 (Keith, Hannon, Skeoch)
14. Games People Play (cover di Joe South) – 4:55 (Joe South)

Traccia bonus nell'edizione giapponese
1. The Ocean (cover dei Led Zeppelin) – 4:55 (Jimmy Page, Robert Plant, John Paul Jones, John Bonham)

## Formazione
Gruppo
- Jeff Keith – voce
- Frank Hannon – chitarre, tastiere, cori
- Tommy Skeoch – chitarre, cori
- Brian Wheat – basso, cori
- Troy Luccketta – batteria

Produzione
- Terry Thomas – produzione
- Rafe McKenna, Andrew Scarth – ingegneria del suono
- Richard Duarte – ingegneria del suono (assistente)
- Rafe McKenna, Terry Thomas – missaggio
- George Marino – mastering presso lo Sterling Sound di New York
- Hugh Syme – direzione artistica

## Classifiche
| Classifica (1994) | Posizione massima |
| ----------------- | ----------------- |
| Austria           | 37                |
| Finlandia         | 33                |
| Regno Unito       | 51                |
| Stati Uniti       | 20                |
| Svizzera          | 43                |